# Ugrin Gáborné
Ugrin Gáborné Majoros Márta (Rákoscsaba, 1933. június 2. – Budapest, 2008. november 16.) magyar ének-zene szakos pedagógus, könyvtáros.

## Életpályája
Az általános iskolát és a gimnáziumot Pásztón végezte el. 1949–1952 között a Veres Pálné Gimnázium diákja volt; osztályfőnöke Hunyady Erzsébet volt. 1955-ben diplomázott az Apáczai Csere János Pedagógiai Főiskola ének-zene szakán. 1965-ig a budapesti V. kerületi Szemere utcai Általános Fiúiskola tanára volt. 1965–1970 között, valamint 1983–1994 között a Veres Pálné Gimnázium tanára volt. 1965-től a Veres Pálné Gimnázium függetlenített könyvtárosa volt. 1969-ben az Eötvös Loránd Tudományegyetem hallgatójaként könyvtár szakot végzett. 1970–1980 között a Békés Glassz Szakmunkásképző Iskola tanára volt. 1971-től a Magyar Könyvtárosok Egyesületének tagja volt. 1973-tól a Magyar Könyvtárosok Egyesülete Ifjúsági szekciójának tagja volt. 1980–1994 között az iskola könyvtárostanára volt. 1986-ban alapítója volt a MKE Iskolai könyvtáros szekciójának és utódjának, a Könyvtáros Tanárok Egyesületének. 1988-ban alapító tagja volt a Bod Péter Társaságnak, később 20 évig elnöke volt. 1998–2002 között a Magyar Könyvtárosok Egyesülete Társadalomtudományi szekciójának vezetőségi tagja volt. 2001–2003 között a budapesti Angolkisasszonyok könyvtáros-tanára volt.
Temetése a Rákoskeresztúri új köztemetőben történt.

## Művei
- Egy élelmiszer-kereskedelmi szakmunkásképző könyvtára (Könyvtári Élet KPVDSz 1963. ½.)
- Könyvtárunk (Veres Pálné Gimnázium évkönyve, 1966/67. 22-23. p.)
- Az iskolai könyvtár (Veres Pálné Gimnázium évkönyve, 1967/68. 43-44. p.)
- Könyvtár (Veres Pálné Gimnázium évkönyve, 1968/69. 60-61. p.)
- A Veres Pálné Gimnázium könyvtárának története (Budapest, 1969)
- Könyvtárunk 1969-70-ben (Veres Pálné Gimnázium évkönyve, 1969/70. 94-96. p.)
- A tantestület közös pedagógiai munkája könyvtárhasználati tematika segítségével (Budapest, Nevelő, 1980. 2. 123-128. p.)
- Könyvtárban tartott szakórák tervezhetősége (Budapest, 1986)
- A 120 éves Veres Pálné Gimnázium könyvtára (Veres Pálné Gimnázium évkönyve, 1989/90. 33-37. p.)
- Bod Péter írásaiból, írásairól (szerkesztette: Ugrin Gáborné; az egyes részeket válogatta Korompay Bertalanné; Bod Péter Társaság; Budapest-Püski, 2000)
- Bod Péter születésének 290. évfordulóját ünnepeltük! (Iskolakönyvtáros 2002. 1. 10-11. p.)

## Díjai
- Szocialista Kultúráért (1969, 1981, 1987)
- Könyvtárosok Emlékérme (1986)
- Pedagógiai Szolgálati Emlékérem (1989)
- Magyar Köztársasági Ezüst Érdemkereszt (2004)
- az Oktatás és Művelődésügyi Minisztériumtól miniszteri elismerő oklevél (2008)